# 2nd Pursuit Group
2nd Pursuit Group – grupa lotnicza United States Army Air Service działająca przy 1 Armii. Została utworzona 29 czerwca 1918 roku przez generała Benjamin Delahauf Foulois ówczesnego dowódcy United States Army Air Service. Na jej czele stanął pułkownik Davenport Johnson, który pozostawał na tym stanowisku do końca wojny.
Pierwszymi jednostkami, które weszły w skład grupy były 13 Aero i 22 Aero. Od września 1918 roku do grupy dołączyły nowo przybyłe eskadry 49 Aero oraz 139 Aero. 